# 查伦·巴尔舍夫斯基
查伦·巴尔舍夫斯基（英語：Charlene Barshefsky，1950年8月11日—），漢名白茜芙，曾於1997年至2001年間出任美國貿易代表，與中华人民共和国国务院总理朱鎔基进行中國加入世界贸易组织的談判。